# Antonio Portela Paradela
Antonio Portela Paradela (La Coruña, 1865-La Coruña, 1927) fue un fotógrafo y dibujante español.

## Biografía
Nació el 20 de octubre de 1865 en la ciudad gallega de La Coruña. Estuvo a finales del siglo XIX instalado en el continente americano, del que volvió para instalarse en Madrid y más adelante en su Coruña natal y Betanzos. Como fotógrafo ha sido adscrito al movimiento pictorialista. Portela, que también cultivó la ilustración en la prensa periódica, falleció en 1927, el día 30 de marzo, en su ciudad natal.